# Majdan (Rumunia)
Majdan (rum. Maidan; ukr. Майдан, Majdan) – wieś w Rumunii, w okręgu Suczawa, w gminie Kaczyka. W 2011 roku liczyła 102 mieszkańców. 
Wieś jest zamieszkiwana przez mniejszość polską, która stanowi blisko 25% jej ludności.